# 傑里科 (阿肯色州)
傑里科（英語：Jericho）是一個位於美國阿肯色州克里坦登縣的市鎮。

## 地理
傑里科的座標為35°17′12″N 90°13′39″W / 35.28667°N 90.22750°W，而該地的平均海拔高度為69米（即226英尺）。

## 人口
根據2020年美國人口普查的數據，傑里科的面積為0.79平方千米，皆為陸地。當地共有人口98人，而人口密度為每平方千米124人。